# Aster sikkimmensis
Aster sikkimmensis là một loài thực vật có hoa trong họ Cúc. Loài này được Hook.f. & Thomson mô tả khoa học đầu tiên năm 1851.